# Hypolimnas imperialis
Hypolimnas imperialis är en fjärilsart som beskrevs av Illidge 1924. Hypolimnas imperialis ingår i släktet Hypolimnas och familjen praktfjärilar. Inga underarter finns listade i Catalogue of Life.